# Spiroctenus curvipes
Espèce
Spiroctenus curvipes est une espèce d'araignées mygalomorphes de la famille des Bemmeridae.

## Distribution
Cette espèce est endémique du KwaZulu-Natal en Afrique du Sud,. Elle se rencontre vers Utrecht.

## Description
Le mâle syntype mesure 11 mm et la femelle syntype 21 mm.

## Publication originale
- Hewitt, 1919 : Descriptions of new South African Araneae and Solifugae. Annals of the Transvaal Museum, vol. 6, no 3, p. 63-111 (texte intégral).